# Szőrös nyelv
A szőrös nyelv vagy fekete szőrnyelv (lingua pilosa/villosa nigra) a nyelv megbetegedése, melyet a nyelvszemölcsök megnagyobbodása és elszíneződése jellemez.
A ritka betegség kialakulásának a mechanizmusa nincs tisztázva: a keratinizált réteg túltermelése vagy a réteg lassabb lelökődése lehet a háttérben. A kiváltó okok között szerepelhet: antibiotikum- vagy kortikoszteroidkezelés, metronidazol (parazita ellenes és antibiotikus hatású szer) szedés, rossz szájhigiénia, Candida albicans fertőzés. Ezenkívül gyakrabban fordul elő dohányosoknál, besugárzáson, műtéten átesett, vérszegény betegeknél.
A nyelv úgy néz ki mintha sűrűn elhelyezkedő szőrök fednék. Színe leggyakrabban barnás-fekete, de lehet szürkés-kékes vagy szürkés-sárgás. Ez a táplálékból, dohányból származó festékanyagoktól függ. A nyelvháton elhelyezkedő fonal alakú nyelvszemölcsök akár 2 cm-re is megnőhetnek. Lehet szubjektív tünetektől mentes, de gyakran társul égető érzéssel.
Kezelése, elsődlegesen a fent említett tényezők kiiktatásából áll: az antibiotikum, kortikoszteroid kezelés befejezése, szájhigiéné javítása. A nyelvet naponta többször nedves fogkefével, hátulról előre jó letörölni. Ezenkívül genciánibolya vagy timol oldattal lehet ecsetelni. A szőrök hosszát keratolítikus ecseteléssel lehet csökkenteni. Mivel a szőrös nyelv Candida albicans fertőzésre hajlamosít, ha fennáll a fertőzés gyanúja, antimikotikumok adása is javallott.